# March On
March On ist ein Jazzalbum von Tomas Fujiwaras Triple Double. Die am 1. und 2. Dezember 2021 im Veranstaltungsort und Studio Firehouse 12, New Haven, Connecticut, entstandenen Aufnahmen erschienen am 3. März 2023 im Eigenverlag ausschließlich als Download.

## Hintergrund
Der Schlagzeuger Tomas Fujiwara nahm das Material bei denselben Sessions auf, bei denen auch das 2022 erschienene Vorgängeralbum March entstanden war, eingespielt mit seiner Band Triple Double, einem Doppeltrio, bestehend aus den Gitarristen Mary Halvorson und Brandon Seabrook, den Trompetern Ralph Alessi und Taylor Ho Bynum sowie seinem Schlagzeugkollegen Gerald Cleaver. Das Sextett spielte einerseits drei kurze Stücke mit Bandimprovisation in kleineren Einheiten ein; das Herzstück des Albums ist hingegen das längste Stück, das das Sextett bisher zusammen aufgenommen hat.

## Titelliste
- Tomas Fujiwara’s Triple Double: March On

1. Smoke (Tomas Fujiwara, Mary Halvorson, Brandon Seabrook) 1:12
2. Docile Fury Duet (Tomas Fujiwara, Taylor Ho Bynum, Brandon Seabrook) 2:04
3. March On (Fujiwara, Cleaver, Halvorson, Seabrook, Alessi, Bynum) 31:27
4. Silhouettes (Tomas Fujiwara, Mary Halvorson, Brandon Seabrook) 0:45

## Rezeption
Nach Ansicht von Michael Toland (The Big Takover) hat der Drummer Tomas Fujiwara mit dem Album March einen neuen künstlerischen Höhepunkt erreicht, eine erstaunliche Demonstration kompositorischer Intelligenz und instrumentaler Fähigkeiten. March On sei weniger ein Folgealbum als vielmehr ein Nachtrag, der Musik enthält, die während der March-Sessions aufgenommen wurde und sich auf das bezieht, was es auf das Album March geschafft hat. Kontrastierend zu drei kurzen Stücken mit Bandimprovisation in kleineren Einheiten sei Titelstück des Albums: Innerhalb eines noch lockereren Rahmens als normal würden sich die sechs Spieler über eine halbe Stunde lang ans Werk treiben, eine Symphonie aus spontan komponierten Tönen, Swing und einer Atmosphäre, die alles, wozu die Band fähig ist, auf die Spitze treibe. Dass Fujiwara verhindern könne, dass das Verfahren aus den Fugen gerate, sei ein Beweis sowohl für seine Führungsqualitäten als auch für die bemerkenswerte Fähigkeit der Spieler, die Ideen der anderen zu unterstützen, anstatt in eine nabelbetrachtende Kakophonie abzugleiten.